# Weste (Niedersachsen)
Weste er en kommune i Samtgemeinde Bevensen-Ebstorf i den nordlige del af Landkreis Uelzen i den nordøstlige del af tyske delstat Niedersachsen, og en del af Metropolregion Hamburg. Kommunen har et areal på godt 25 km², og en befolkning på godt 1.000 mennesker.

## Geografi
Kommunen bestå ud over Weste, af landsbyerne Hagen, Höver, Oetzendorf (indil 10. september 1936 Oitzendorf), Schlagte, Testorf og Weste-Bahnhof samt dem bebyggelsen Westersunderberg.